# Marthe Boël
Marthe Boël (geboren als Marthe de Kerchove de Denterghem am 3. Juli 1877 in Gent; gestorben am 18. Januar 1956 in Brüssel) war eine belgische Frauenrechtlerin und Widerstandskämpferin.

## Leben
Sie war die dritte Tochter des belgischen Senators Oswald de Kerchove de Denterghem und dessen Frau Maria, geborene Lippens. Ihre aus altem Adel stammende Familie war liberal orientiert. Nach ihrem Studium in Gent (an dem von ihrem Großvater gegründeten Institut) und in Paris schloss sie 1895 mit einem brevet supérieur ab und heiratete 1898 den Stahlfabrikanten, liberalen Politiker und Baron Pol Clovis Boël. Ihrem Rang entsprechend betätigte sie sich in Wohltätigkeitsveranstaltungen und gründete einen Damenzirkel, der sich politisch liberal positionierte.
Über ihren Vater war sie mit der belgischen Frauenbewegung in Kontakt gekommen und traf unter anderem mit Hélène Goblet d’Alviella und Jane Brigode zusammen. Im Ersten Weltkrieg half Boël als Krankenpflegerin und trat einer Widerstandsgruppe rund um Brigode bei. Für dieses Engagement wurden sie und ihr Mann im Oktober 1916 verhaftet und bei Siegburg festgesetzt. Mit der Mitgefangenen Marie de Croÿ verband sie noch eine lebenslange Freundschaft. Als ihr Gesundheitszustand die Gefangenschaft nicht weiter zuließ, wurde sie 1917 gegen die Frau des deutschen Ostafrika-Gouverneurs Heinrich Schnee ausgetauscht und verbrachte den Rest des Kriegs in Gstaad in der Schweiz.
Über Brigode wurde Boël in die Liberale Partei eingeführt, in der sie 1919 in der Frauenkommission unter Paul-Émile Janson mitwirkte. Als Kriegsheldin wurde ihr das aktive Wahlrecht zugestanden, welches den meisten Frauen verwehrt blieb. Darüber enttäuscht gründeten sie und Brigode eine Brüsseler Frauenunion und hielten in der Stadt eine Frauenkonferenz ab. 1921 wurde sie Mitglied im belgischen Nationalrat für Frauen, der im Internationalen Frauenrat (ICW) organisierten belgischen Dachorganisation für Frauenvereine (CNFB), der bereits 1904 von Marie Popelin gegründet worden war. 1923 gründeten Boël und Brigode einen liberal gesinnten Frauenverband, dessen erste Präsidentin Boël wurde.
1935 wurde Boël als Nachfolgerin von Marguerite Van de Wiele neue Präsidentin des CNFB; bereits im Folgejahr 1936 wurde sie in Dubrovnik zur neuen Präsidentin des ICW gewählt; sie löste damit die langjährige ICW-Präsidentin Ishbel Maria Hamilton-Gordon ab. Das machte sie auch zur Ansprechpartnerin des Völkerbunds, wo sie Präsidentin der Kommission für Belange der Frauenemanzipation wurde. Alle nicht mit dem ICW oder Völkerbund verknüpften Ämter legte sie ab, um sich voll auf diese Arbeit konzentrieren zu können. Mit der Besetzung Belgiens im Zweiten Weltkrieg wurde diese Arbeit jedoch gestört; von Mai 1940 bis Mai 1945 wurden alle ICW-Amtsgeschäfte von Renée Girod in der Schweiz übernommen.
Ihr Mann starb 1941 auf dem gemeinsamen Anwesen nahe Brüssel. Boël stellte das Haus als Räumlichkeit für die Université libre de Bruxelles zur Verfügung, vermied aber die aktive Beteiligung im Widerstand. Boël trat 1947 vom Vorsitz des ICW zurück und wurde zur Ehrenvorsitzenden ernannt. Einen angebotenen Sitz im belgischen Senat lehnte sie 1949 mit Verweis auf ihr Alter ab. Im Jahr 1952 sprach sie in Athen letztmals auf einer größeren öffentlichen Bühne; im selben Jahr lehnte sie nach der Wiederwahl auch die Position als CNFB-Vorsitzende ab und übergab dieses Amt an Magdeleine Leroy.
1966 war ihre Tochter Marie-Anne, verheiratete Maya Janssen, ebenfalls in führender Position im CNFB tätig: sie organisierte die Aufnahme von Frauen des flämischen Teils Belgiens in die Organisation, die zu diesem Zweck geteilt wurde. 

## Weblink
- Liberaalarchief: Lebenslauf Boels

| Personendaten    | Personendaten                                 |
| ---------------- | --------------------------------------------- |
| NAME             | Boël, Marthe                                  |
| ALTERNATIVNAMEN  | Kerchove de Denterghem, Marthe; Baroness Boël |
| KURZBESCHREIBUNG | belgische Frauenrechtlerin                    |
| GEBURTSDATUM     | 3. Juli 1877                                  |
| GEBURTSORT       | Gent                                          |
| STERBEDATUM      | 18. Januar 1956                               |
| STERBEORT        | Brüssel                                       |